# 1996 في البرازيل
فيما يلي قوائم الأحداث التي وقعت خلال عام 1996 في البرازيل.

## أحداث
- 31 أكتوبر – خطوط تام الجوية الرحلة 402

## رياضة
- 1 يناير – الدوري البرازيلي لكرة القدم 1996
- 31 مارس – جائزة البرازيل الكبرى 1996 الفائز دامون هيل.

## ظهور
- 1 يناير – الجبل الخامس رواية من تأليف باولو كويلو.

## كتب
من الكتب التي صدرت هذه السنة في البرازيل:
- 1 يناير – الجبل الخامس من تأليف باولو كويلو.

## مواليد

### يناير
- 15 يناير – دانيلو ماريوتو دوس سانتوس لاعب كرة قدم برازيلي.[1]
- 19 يناير – كايك فيرجيليو دا سيلفا لاعب كرة قدم برازيلي.[2]

### فبراير
- 8 فبراير – كينيدي لاعب كرة قدم برازيلي.[3]
- 24 فبراير – لويز إدواردو دا سيلفا دوس سانتوس لاعب كرة قدم برازيلي.[4]

### أبريل
- 10 أبريل – ليوناردو كاليل عبد الله لاعب كرة قدم برازيلي.[5]
- 19 أبريل – بابلو أوغوستو كارفاليو لاعب كرة قدم برازيلي.[6]

### مايو
- 2 مايو – ويسلي سينا
- 24 مايو – جورج دي باولا لاعب كرة سلة برازيلي.
- 30 مايو – أبنير لاعب كرة قدم برازيلي.[7]
- 30 مايو – بياتريس حداد مايا لاعبة كرة مضرب برازيلية.

### يونيو
- 2 يونيو – لويز أراوخو لاعب كرة قدم برازيلي.[8]
- 10 يونيو – إريك غرانادو متسابق دراجات نارية برازيلي.
- 25 يونيو – غوستافو سانتوس كوستا لاعب كرة قدم برازيلي.[9]

### أغسطس
- 12 أغسطس – أرثور ميلو لاعب كرة قدم برازيلي.
- 30 أغسطس – غابرييل باربوسا لاعب كرة قدم برازيلي.[10]

### سبتمبر
- 26 سبتمبر – برونا دي باولا لاعبة كرة يد برازيلية.

### أكتوبر
- 5 أكتوبر – ليو بيسبو

## وفيات

### مارس
- 6 مارس – جوراندير دي فريتاس (مواليد 1940) لاعب كرة قدم برازيلي.

### مايو
- 11 مايو – ألديمير مينديز (مواليد 1922) لاعب كرة قدم برازيلي.

### أغسطس
- 8 أغسطس – أوسفالدو فيلوسو دي باروس (مواليد 1908) لاعب كرة قدم برازيلي.
- 28 أغسطس – خوسيه دوس سانتوس لوبيز (مواليد 1911) لاعب كرة قدم برازيلي.

### سبتمبر
- 12 سبتمبر – إرنستو جيزل (مواليد 1907) سياسي برازيلي.[11]